# Seks år med Lissi og Michael
|  | Denne artikel er oprettet af botten Steenthbot ud fra en ekstern database. Den kan derfor have sproglige fejl eller mangler. Denne skabelon kan fjernes efter kontrol af indholdet. |

Seks år med Lissi og Michael er en dansk dokumentarfilm fra 2006 instrueret af Anja Dalhoff.

## Handling
Lissi har to store børn fra et tidligere forhold. Begge er anbragt uden for hjemmet. Da Lissi møder Michael, vækkes drømmen om at være en rigtig familie på ny. Men drømmen udvikler sig til et mareridt, for myndighedernes øjne hviler på de to, og først skal de bestå forældreprøven. Serien stiller skarpt på, hvordan man som svagtstillet familie skal være næsten umenneskelig stærk for at overleve med selvrespekten i behold.